# Polyalthia barenensis
Polyalthia barenensis är en kirimojaväxtart som beskrevs av Nguyên Tiên Bân. Polyalthia barenensis ingår i släktet Polyalthia och familjen kirimojaväxter. Inga underarter finns listade i Catalogue of Life.